# Hamish Warden
Hamish Joel Warden (Perth, 27 luglio 1999) è un cestista australiano con cittadinanza svizzera, che gioca come ala grande in Australia e Europa. È inoltre membro della nazionale svizzera. L'11 agosto 2023 ha sposato la pallavolista Mercedesz Kántor.